# NGC 4976
NGC 4976 هي مجرة إهليلجية غريبة تقع في كوكبة قنطورس (كوكبة). تم الكشف عنها بواسطة تلسكوب 5 من قبل جاك بينيت.

## وصلات خارجية
- NGC 4976 على موقع ويكي سكاي: DSS2, SDSS, GALEX, IRAS, Hydrogen α, X-Ray, Astrophoto, Sky Map, Articles and images